# Micro-région de Mezőkovácsháza
La micro-région de Mezőkovácsháza (en hongrois : mezőkovácsházai kistérség) est une micro-région statistique hongroise rassemblant plusieurs localités autour de Mezőkovácsháza.